# Fabien Vehlmann

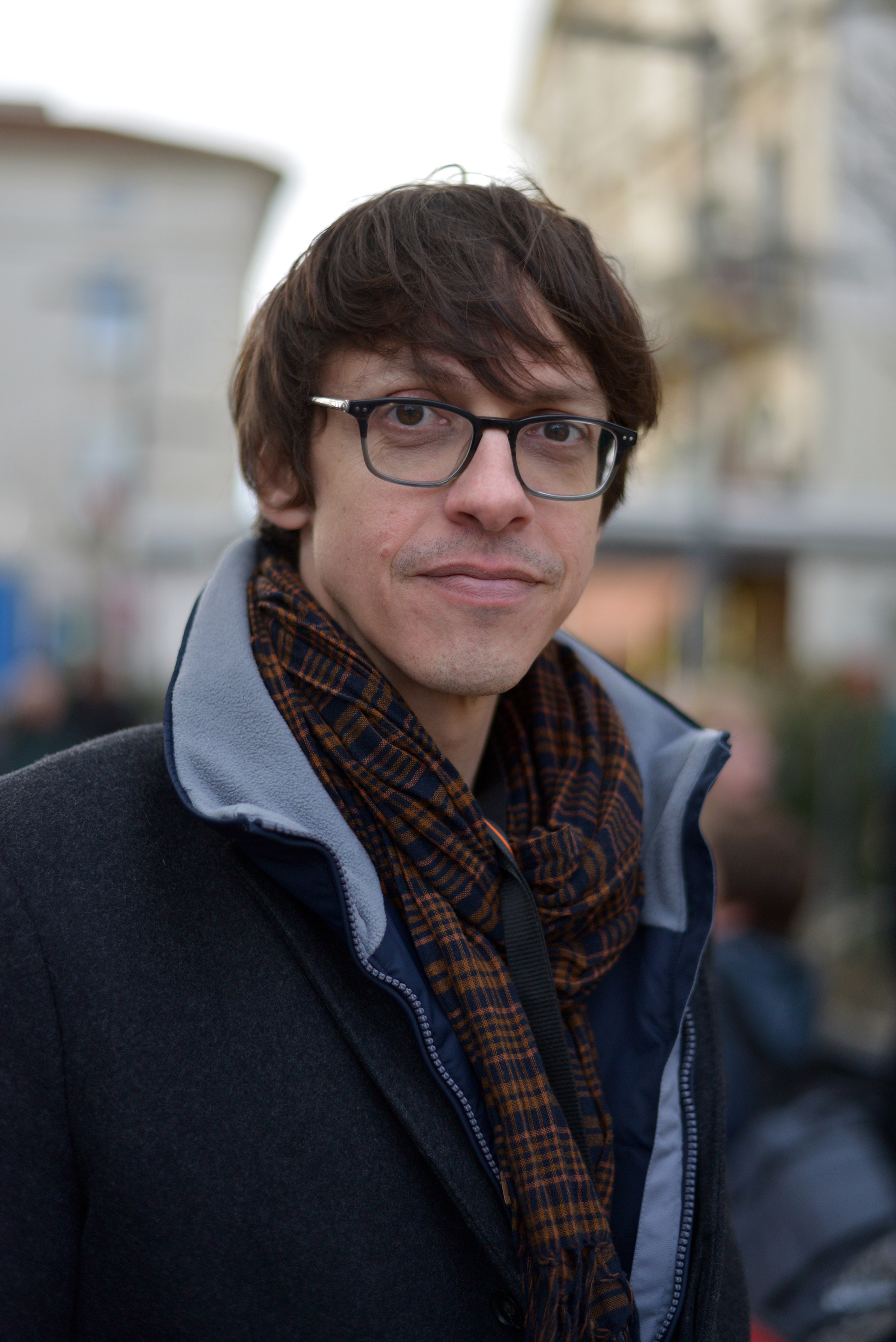
Fabien Vehlmann in 2015

Fabien Vehlmann (Mont-de-Marsan, 30 januari 1972) is een Frans stripscenarist.

## Carrière
Zijn doorbraak kwam er in 1998 met de reeks Green Manor, getekend door Denis Bodart. Daarnaast schreef hij korte scenario's voor onder andere Maltaite, Clarke, Deth en Benoît Feroumont. Met die laatste maakte hij ook de reeks Wondertown. Heer der dolende zielen schreef hij voor Matthieu Bonhomme. Vanaf 2003 maakte hij de sciencefiction reeks Ian met tekenaar Ralph Meyer. Met tekenaar Bruno Gazzotti maakte hij vanaf 2006 de fantastische jeugdreeks Alleen. Fabien Vehlmann werkte ook samen met Kerascoët (Mooi duister, Voyage en Satanie) en met tekenaar Jason (L'île aux cent mille morts). Hij mocht de stripreeks Robbedoes en Kwabbernoot overnemen, samen met tekenaar Yoann.

## Bekroningen
Vehlmann won samen met Gwen de Bonneval de Prix Goscinny 2020, een prijs die een scenarist voor zijn volledig oeuvre beloont. Samen schreven ze het scenario voor Samedi et Dimanche (Dargaud) en Le dernier Atlas (Dupuis).
- Bibsys: 8077354
- Biblioteca Nacional de España: XX4689133
- Bibliothèque nationale de France: cb13758061z (data)
- Catàleg d'autoritats de noms i títols de Catalunya: 981058523414306706
- CiNii: DA18015959
- Gemeinsame Normdatei: 131674218
- International Standard Name Identifier: 0000 0000 7248 3671
- Library of Congress Control Number: no2007060993
- Nationale Bibliotheek van Tsjechië: xx0253212
- Nationale en Universitaire bibliotheek Zagreb: 000519221
- Nederlandse Thesaurus van Auteursnamen: 212794698
- Réseau des bibliothèques de Suisse occidentale: 02-A006371922
- Système universitaire de documentation: 078049393
- Virtual International Authority File: 49404611